# François Boulo
Pour les articles homonymes, voir Boulo (homonymie).
François Boulo, né en 1986 à Évreux, est un ex avocat français considéré comme l'un des porte-parole, à Rouen et au niveau national, du mouvement des Gilets jaunes.

## Situation personnelle
François Boulo grandit à Louviers, dans l’Eure. Ses parents, qui n'ont pas le bac, tiennent une petite entreprise spécialisée dans la vente de clôtures. Il considère avoir été « élevé dans une famille gaulliste sociale où le mépris de classe n'existait pas ». En 2007, il vote pour Nicolas Sarkozy.
Après des études de droit, il devient avocat. Inscrit au barreau de Rouen depuis 2012, il est spécialisé en droit du travail. Il monte son cabinet d'avocat à l’été 2017. L'Obs et Le Point le décrivent comme un homme fluet et doté d'un certain talent oratoire reconnu par ses pairs ; il est finaliste du concours d'éloquence du barreau de Rouen en 2014.
À partir de 2014, il étudie le budget de l'État français et la dette publique, la création monétaire. Il se dit être influencé par entre autres Emmanuel Todd, Frédéric Lordon, Paul Jorion, Jacques Sapir, Michel Onfray ou Les Économistes atterrés ; il revoit des débats politiques ayant eu lieu depuis les années 1970 pour s'imprégner de connaissances politiques et économiques,, notamment sur l'économie réelle. Il envisage de publier le fruit de ses recherches dans un livre ayant pour titre Le Réveil citoyen lorsqu'il rejoint le mouvement des Gilets jaunes. Ce travail aboutit finalement à la publication de son deuxième ouvrage en 2021, Reprendre le pouvoir où il déconstruit cinq dogmes néolibéraux qu'il considère comme une « prison des esprits » : la croissance, la concurrence, la réduction des impôts et des dépenses publiques, la flexibilisation du marché du travail,.
En mars 2025, il annonce sur son compte personnel X qu'il a décidé de ne plus exercer sa fonction d'avocat, dénonçant entre autres le manque de moyens alloués à la Justice et l'impossibilité dans ces conditions de se montrer fidèle aux devoirs de la profession.

## Mouvement des Gilets jaunes
Il découvre le mouvement des Gilets jaunes à l'occasion d'un jogging lors de la première manifestation autour d'un rond-point le 17 novembre 2018 et est ensuite invité à prendre la parole lors d'une réunion à Rouen. Il rejoint le mouvement et est rapidement choisi comme porte-parole, après que « 200 signatures issues des ronds-points de sa région eurent été apposées sur un document stipulant qu’il avait procuration pour s’exprimer auprès des médias ». Le 1er janvier 2019, en réponse aux vœux du président de la République, François Boulo publie une lettre ouverte à Emmanuel Macron, dans laquelle il lui expose ses recommandations économiques et sociales pour 2019. Il le presse de prendre en considération la colère et les revendications profondes du mouvement: « Nous vous exhortons à procéder au changement de cap dont notre pays a besoin et que le peuple réclame pour (…) garantir la justice sociale et opérer la transition écologique qui s'impose »; il préconise notamment que « les 1 % les plus riches contribuent à l'impôt à proportion de leurs facultés, avec rétablissement de l'ISF et limitation du crédit d'impôt CICE aux seules PME »,.
Il est dès lors invité à intervenir dans plusieurs médias,, dont LCI le 2 janvier 2019 où il est remarqué pour la clarté de ses propos et avoir tenu tête à Patrick Martin, président délégué du Medef: « Les gens veulent que désormais la politique serve les intérêts de 99% de la population, et non des 1% les plus riches. Que vous soyez dans le déni et que vous ne vouliez pas le voir, c'est votre problème ». Il affirme qu'il n'est pas porte-parole national des Gilets jaunes, estimant qu'un seul représentant des Gilets jaunes n'est ni souhaitable car le mouvement est « populaire et protéiforme », ni utile : « Cela ne sert à rien car le pouvoir exécutif ne veut pas négocier. Ce ne sont pas des démocrates, ils ne sont pas là pour écouter ce que l'on dit ; ce sont des technocrates qui sont persuadés d'avoir raison. Nous avons une classe dirigeante qui est aveuglée. Elle ne comprend pas ce qu'il se passe en Angleterre, aux Etats-Unis… Emmanuel Macron a 30 ans de retard, il nous fait le programme de Thatcher des années 1980 ». Un an plus tard, il reconnaît que si l'absence de représentant national a initialement été une force, elle est devenue un problème car elle n'a pas permis au mouvement de porter un discours clair.
Dès janvier 2019, il « déplore toutes les violences, qu'elles visent les manifestants, les policiers ou les journalistes ». Il estime que « le traitement médiatique axé sur la violence dans les manifestations a finalement réussi à retourner une partie de l’opinion publique en poussant les classes moyennes à se désolidariser des gilets jaunes dans leurs formes d’actions. La répression policière et judiciaire a fini le travail en étouffant la colère. » Il accuse le pouvoir actuel de « dérive autoritaire ». À l'occasion du premier anniversaire du mouvement, François Boulo estime que beaucoup de personnes n'osent plus manifester de peur de perdre un œil, une main ou d'être soumis au gaz lacrymogène.
Selon le mensuel Capital, il est l'une des rares figure du mouvement à faire l’unanimité en son sein. Un sondage lancé en janvier 2019 par Éric Drouet sur Facebook pour connaître l'opinion des Gilets jaunes sur leur meilleur représentant médiatique place François Boulo largement en tête,; Éric Drouet et Maxime Nicolle lui apportent leur soutien. Il est, selon le magazine belge Humo, « un représentant atypique des Gilets jaunes, un intellectuel avisé qui traduit mieux que quiconque la rage de la rue ». Selon le journal néerlandais Algemeen Dagblad ou le quotidien belge De Standaard, il est considéré comme un des penseurs du mouvement de contestation, la « force tranquille derrière les Gilets jaunes ». Selon El Huffington Post, son éloquence lui a assuré une certaine popularité au sein du mouvement et il a été considéré à un moment comme un éventuel interlocuteur entre le gouvernement français et les Gilets jaunes. Le Huffington Post Italie le décrit comme « le plus apprécié parmi les représentants » des Gilets jaunes. Selon le quotidien espagnol ABC, il est loué pour son intégrité et sa compétence et devient l'un des porte-parole les plus populaires des Gilets jaunes.
Le 5 février 2019, il lance un appel à rejoindre la grève générale illimitée organisée par le syndicat CGT,. Il indique que « sans paralysie de l'économie, les mouvements populaires n'aboutissent pas », et pronostique que « si on pose un couvercle par la force, cela réexplosera plus tard ». La vidéo dans laquelle il appelle à la grève générale illimitée, publiée à la mi-janvier par le site Le Média, est vue près de deux millions de fois.
Lors du grand débat national de 2019, il estime que les participants sont pour la plupart des retraités et de la classe moyenne supérieure, qui constituent selon lui l'électorat de Macron.

## Prises de position
François Boulo se dit sans engagement politique ni syndical et sans religion. Admettant faire partie d'un milieu relativement favorisé, il déclare « défendre les gens menacés de saisie de leur maison contre les banques ». Il dénonce les « dispositifs fiscaux contreproductifs du gouvernement Macron, au bénéfice des 1 % les plus riches, et au détriment des services publics et des PME ». Il se considère « pourfendeur d'un gouvernement des ultrariches », pensant que c'est ce gouvernement même qui conduit à ce que le phénomène de l'extrême-droite s'amplifie. Pour lui, « le problème n'est pas l'immigré, c'est le banquier, c'est-à-dire l'indépendance de la Banque centrale européenne ». Il suggère une peine plancher (trois ans de prison ferme) pour les fraudeurs fiscaux et que le crédit d'impôt pour la compétitivité soit réservé aux TPE et PME.
Souverainiste, il estime que trop de pouvoirs ont été transférés à l'Union européenne qu'il qualifie de « prison institutionnelle ». Il prône « une autre UE » et déplore avoir voté « oui » au référendum pour la constitution européenne en 2005,. En juin 2020, il collabore à la revue Front Populaire, créée par Michel Onfray et Stéphane Simon, et qui se propose de réunir « ceux qui défendent un retour de la politique française, et qui sont des souverainistes de droite et de gauche ».
Il s’oppose à la formation d’une liste Gilets jaunes aux élections européennes de 2019 car il pense que le Parlement européen n’a pas le pouvoir d'améliorer la vie des gens et qu’une telle liste affaiblirait les partis d'opposition et renforcerait automatiquement le parti au pouvoir.
En octobre 2019, à la suite d’une proposition faite par Indigène éditions, il publie un manifeste intitulé La Ligne jaune, visant à synthétiser les objectifs du mouvement et à répondre à ses détracteurs,,,. Dans la foulée, il appelle à une structuration du mouvement et lance une plateforme internet du même nom visant à mettre sur pied le premier « référendum d'initiative citoyenne » numérique. Le site est ensuite remplacé par Le Monde d'après. En avril 2021, il lance sa chaîne YouTube intitulée Praxis.
Il estime en mai 2020 que la crise concomitante à la pandémie de Covid-19 est un aboutissement des dénonciations et des principales revendications du mouvement des ronds-points. Selon lui, il faut mener une autre politique : plus juste fiscalement et démocratiquement. Pour cela, il prévoit un rassemblement avec toutes les forces politiques opposées au gouvernement,.
En octobre 2020, il est auditionné par l'Assemblée nationale dans le cadre de la Commission d’enquête relative à l’état 
des lieux, la déontologie, les pratiques et les doctrines de maintien de l’ordre.
En avril 2021, François Boulo est invité par plusieurs médias tels que France Culture, Marianne, France Info ou TV5 Monde pour présenter son livre Reprendre le pouvoir - manuel d'émancipation politique.

## Publications
- La Ligne jaune, Indigène éditions, 2019[49].
- Reprendre le pouvoir – Manuel d'émancipation politique, Les Liens qui libèrent, 2021[50],[51],[52],[53].
- François Boulo, Charlotte Girard, François Cocq et al. (préf. Henri Peña-Ruiz), Le temps constituant, Étival-lès-Le Mans, éditeur Éric Jamet, 2019, 137 p. (ISBN 978-2-904724-53-4, BNF 45866819).